# 孤岛生存大乱斗之生化危机
孤岛生存大乱斗之生化危机（英語：Total Drama: Revenge of the Island）是托德·考夫曼和乔伊·肖创作的加拿大动画喜剧系列，是全剧系列的第四季，是孤島生存大亂鬥、Total Drama Action和Total Drama World Tour的续集。曾于2012年1月5日至2012年4月12日在特律通播出。